# Tijd door het jaar
Met de tijd door het jaar wordt in de Rooms-Katholieke Kerk de periode in het kerkelijk jaar bedoeld, waarin de zondagen worden gevierd als 'gewone' zondagen, de liturgische kleur is groen. Daarom wordt deze tijd ook wel de groene tijd genoemd.
Er zijn twee van deze perioden:
- De eerste periode loopt vanaf het feest van het Doopsel van Christus tot aan het begin van de Veertigdagentijd. Dit is de kleine groene tijd die met verloren maandag begint.
Daarna volgt de Paaskring
- De tweede loopt vanaf Pinksteren tot aan de Advent. Dit is de grote groene tijd die met pinkstermaandag begint.
Daarna volgt de Kerstkring

In deze periode kunnen een aantal feesten voorrang hebben op de gewone zondagen als zij samenvallen met een zondag. 
Deze feesten zijn:
- Opdracht van de Heer in de tempel (Maria Lichtmis, 2 februari)
- Geboorte van Johannes de Doper (24 juni)
- Hoogfeest van de Heilige Petrus en Paulus (29 juni)
- Gedaanteverandering van de Heer (6 augustus)
- Maria-Tenhemelopneming (15 augustus)
- Kruisverheffing (14 september)
- Allerheiligen (1 november)
- Allerzielen (2 november)
- Sint-Jan van Lateranen (9 november)
- Kerkwijding van de eigen Kerk (22 oktober)